# Astragalus impexus
Astragalus impexus är en ärtväxtart som beskrevs av Dieter Podlech. Astragalus impexus ingår i släktet vedlar, och familjen ärtväxter. Inga underarter finns listade i Catalogue of Life.